# 니시노미야나지오역
니시노미야나지오역(일본어: 西宮名塩駅, にしのみやなじおえき 니시노미야나지오에키[*])은 일본 효고현 니시노미야시에 위치한 서일본 여객철도의 역이다. 니시노미야시 북부 지역의 중심역으로, 후쿠치야마 선 복선 전철화 당시 무코가와 강 연선을 따라 대폭 경로가 변경됨으로써 신설된 역이다. 니시노미야나지오의 신도시 건설에 따라 인구가 폭발적으로 증가하면서 쾌속 또한 정차하게 되었다.

## 역 구조
상대식 승강장으로 2면 2선의 지상역이다. 나지오 강을 건너는 교량 형태로 지어져 있으며 승강장의 산다역 방면의 일부가 터널 내에 걸쳐 있기 때문에 아마가사키 방면도 터널에 접해 있다. 3층 구조로 되어 있어 최상층이 출입구, 중간층이 개찰구 및 보도자 전용 출입구, 최하층이 승강장이다. 이코카 및 제휴 교통카드의 사용이 가능하다.

### 승강장
| 1 | ■ JR 다카라즈카 선 | 산다 · 사사야마구치 방면            |
| 2 | ■ JR 다카라즈카 선 | 아마가사키 · 오사카 · 기타신치 방면 |

## 역사
- 1986년 11월 1일: 개업
- 1987년 4월 1일: 민영화에 의해 서일본 여객철도의 소속이 되었다.
- 2003년 11월 1일: 이코카의 사용이 개시되었다.

## 인접정차역
| 서일본 여객철도 후쿠치야마 선 | 서일본 여객철도 후쿠치야마 선       | 서일본 여객철도 후쿠치야마 선 |
| ----------------------------- | ----------------------------------- | ----------------------------- |
| 다카라즈카 오사카 방면        | ■ JR 다카라즈카 선 쾌속·단바지 쾌속 | 산다 사사야마구치 방면        |
| 나마제 오사카 방면            | ■ JR 다카라즈카 선 보통             | 다케다오 후쿠치야마 방면      |